# Apotekerflaske
En apotekerflaske er en flaske eller glasbeholder til opbevaring af medicin i et apotek. Disse flasker var tidligere ofte kunstfærdigt udsmykkede, men i dag benyttes ofte mere anonyme fabriksfremstillede flasker i brunt glas.
Fra 1975 til 1999 udsendte Holmegaard hvert år en "årsflaske", der var kopier af gamle apotekerflasker